# Pancaldo-Klasse
Die Pancaldo-Klasse ist eine drei Mehrzweck-Schwergutfrachter umfassende Schiffsklasse.

## Geschichte
Die Schiffe wurden von der Bremer Reederei Harren & Partner bestellt. Die Schiffe, die jeweils Einschiffsgesellschaften der Reederei gehörten, wurden auf der Werft P+S Werften gebaut und zwischen 2000 und 2002 an Harren & Partner abgeliefert. Die vom Germanischen Lloyd klassifizierten Schiffe waren langfristig an CombiLift verchartert.

## Einzelheiten
Die Schiffe weisen eine Tragfähigkeit von circa 7.000 dwt bei 7,25 m Tiefgang auf. Durch den 5.400 kW leistenden MaK-Motor beträgt die maximale Geschwindigkeit 17 Knoten.
Der Schiffstyp ist mit zwei 150 mts Kranen von NMF ausgerüstet, die im Tandembetrieb eine Tragleistung von 300 mts leisten. Die verstärkte Tankdecke hat eine maximale Belastung von 12 t/m³. Es können circa 490 TEU geladen werden, darunter 40 Kühlcontainer.
Die beiden Laderäume umfassen insgesamt in etwa 10.000 m³.
Eingesetzt werden die Schiffe in der weltweiten Trampschifffahrt.

## Die Schiffe
| Schiffs- name | Bau- nummer | IMO- Nummer | Indienst- stellung | Umbenennungen und Verbleib                    |
| ------------- | ----------- | ----------- | ------------------ | --------------------------------------------- |
| Pancaldo      | 495         | 9226695     | 2000               | 2015 Semela, 2021 Si Osiris, 2023 Anubis      |
| Panthera      | 496         | 9226700     | 2001               | 2015 Panthera J                               |
| Pantaleon     | 500         | 9238088     | 2002               | 2001 Fret Moselle, 2004 Palessa, 2015 Palermo |